# 島の女 (1957年の映画)
『島の女』（しまのおんな、原題：Boy on a Dolphin）は、1957年のアメリカ合衆国の映画。ギリシャで撮影された初のハリウッド映画である。ジーン・ネグレスコ監督の作品で、出演はソフィア・ローレンやアラン・ラッドなど。本作がローレンのハリウッド進出第1作となった。
第30回アカデミー賞では作曲賞にノミネートされている。
ニューヨークで初上映されるとこの映画は、ギリシャ王妃フリデリキのギリシャ孤児基金に恩恵をもたらしたという。

## ストーリー
ギリシャのハイドラ島にて海綿採取で生計を立てるフェードラは、イルカに乗った少年のブロンズ像を見つける。地元の医者ホーキンスは彼女にこの像の価値を話し、売却を勧める。また、フェードラの仕事にかかわっている漁師のリフも協力する。
フェードラは売却交渉のためにアゼンヌへ行き、アメリカ人考古学者コールダーと知り合うが、彼の近くにいた美術品コレクターのパーマリーからも取引を求められる。
フェードラとパーマリーはハイドラ島へ行き、リフとともに像の引き上げにあたる。また、コールダーもフェードラの弟ニコとともに像の引き上げにあたる。そうしているうちにフェードラとコールダーはひかれあう。そして、パーマリーの船に乗ったフェードラとリフは像を発見し、海底の洞窟に移動させる。出遅れたコールダーはパーマリーがギリシャの国宝をコレクションに加えようとしていることで当局から監視されていることを知り、フェードラを説得してパーマリーと別れさせる。そうしているうちにリフは像にロープを付ける。パーマリーが逮捕された際にロープも見つかるも、先端には何もついていなかったため、パーマリーは釈放される。彫像はニコの手に入っており、翌朝多数の漁船とともに港へ入ってきた。そして、この彫像はギリシャの国宝に指定され、コールダーとフェードラは結ばれる。

## キャスト
| 役名           | 俳優                     | 日本語吹替                     | 日本語吹替                                  |
| 役名           | 俳優                     | NETテレビ旧版                  | NETテレビ新版                               |
| -------------- | ------------------------ | ------------------------------ | ------------------------------------------- |
| フェードラ     | ソフィア・ローレン       | 今井和子                       | 今井和子                                    |
| カルダー       | アラン・ラッド           | 金内吉男                       | 石田太郎                                    |
| パーマリー     | クリフトン・ウェッブ     | 中村正                         | 中村正                                      |
| リフ           | ホルヘ・ミストラル       | 青野武                         | 青野武                                      |
| ホーキンス     | ローレン・ネイスミス     | 早野寿郎                       | 早野寿郎                                    |
| ニコ           | ピエロ・ジャグノーニ     | 山本嘉子                       | 菅谷政子                                    |
| 調査官         | アレクシス・ミノティス   |                                | 緑川稔                                      |
| デイル         | ガートルード・フリン     |                                | 近藤高子                                    |
| ボールドウィン | チャールズ・フォーセット |                                | 藤本譲                                      |
| トニーノ       |                          |                                | 玄田哲章                                    |
| ウェイター     |                          |                                | 村松康雄                                    |
| ボーイ         |                          |                                | 広瀬正志                                    |
|                |                          |                                |                                             |
| 演出           | 演出                     |                                | 佐藤敏夫                                    |
| 翻訳           | 翻訳                     |                                | 宇津木道子                                  |
| 効果           | 効果                     |                                | TFC                                         |
| 調整           | 調整                     |                                | 前田仁信                                    |
| 制作           | 制作                     |                                | 東北新社                                    |
| 解説           | 解説                     | 淀川長治                       | 児玉清                                      |
| 初回放送       | 初回放送                 | 1969年8月17日 『日曜洋画劇場』 | 1976年11月20日 『土曜映画劇場』 21:00-22:26 |

## スタッフ
- 監督：ジーン・ネグレスコ
- 製作：サミュエル・G・エンゲル
- 原作：デヴィッド・ディヴァイン
- 脚本：アイヴァン・モファット、ドワイト・テイラー
- 撮影：ミルトン・クラスナー
- 編集：ウィリアム・メイス
- 音楽：ヒューゴー・フリードホーファー